# Tito Puente
Tito Puente, Senior, ursprungligen Ernesto Antonio Puente, Junior, född 20 april 1923 i Spanish Harlem i New York, död 31 maj 2000, var en inflytelserik amerikansk musiker inom genrerna latinamerikanskt influerad jazzmusik och mambo. Han var verksam som slagverkare (främst timbales och vibrafon), kapellmästare, kompositör och arrangör. Föräldrarna härstammade från Puerto Rico. Tito Puente är särskilt känd för sina mambo- salsa- och cha-cha-cha-kompositioner. Han ledde mamboorkestern The Puentes Salsa Orchestra.
Tito Puente förekommer som karaktär i två avsnitt av den tecknade TV-serien Simpsons.